# Zimska univerzijada 1966.
IV. Zimska univerzijada održana je u talijanskom Sestriereu od 3. do 13. veljače 1966. godine. U šest sportova sudjelovalo je 434 natjecatelja iz 29 država. 